# Schottky-Gleichung
Die Schottky-Gleichung (auch bekannt als Langmuir-Schottkysche Raumladungsgesetz oder Schottky-Langmuir-Raumladungsgesetz, nach Walter Schottky und Irving Langmuir) beschreibt die Abhängigkeit der elektrischen Stromdichte von der Anodenspannung in einer Elektronenröhre.
Der verwandte Zusammenhang zwischen dem elektrischen Strom durch die Anschlüsse einer Elektronenröhre und der Spannung an ihnen wird durch das Raumladungsgesetz beschrieben.
Die Gleichung besagt, dass bei einer idealen Raumladungswolke in einer Elektronenröhre die Stromdichte {\displaystyle J} mit der 1,5ten Potenz der Anodenspannung {\displaystyle \Delta U} zunimmt:
{\displaystyle J={\frac {4}{9}}\varepsilon _{0}{\sqrt {{\frac {2e}{m_{\mathrm {e} }}}\cdot {\frac {(U_{\mathrm {A} }-U_{\mathrm {K} })^{3}}{l}}}}}
mit
- der elektrischen Feldkonstante {\displaystyle \varepsilon _{0}}
- der Elementarladung {\displaystyle e}
- der Elektronenmasse {\displaystyle m_{\mathrm {e} }}
- der elektrischen Spannung {\displaystyle U_{\mathrm {A} }} an der Anode
- der elektrischen Spannung {\displaystyle U_{\mathrm {K} }} an der Kathode
- dem Abstand {\displaystyle l} zwischen Anode und Kathode.

Dieser Zusammenhang gilt nur bis zum Erreichen der Sättigungsstromdichte, die aus der Richardsongleichung hervorgeht.